# Партизанские военно-воздушные силы Словакии
Партизанские военно-воздушные силы Словакии (чеш. и словац. Slovenské povstalecké letectvo) — военно-воздушные силы Движения Сопротивления в Словакии, активно действовавшие осенью 1944 года во время Словацкого национального восстания.

## История
Словацкое национальное восстание вспыхнуло 29 августа 1944: в первые дни восстания в результате кровопролитных боёв были разрушены аэродромы в местечках Пьештяни, Спишска-Нова-Вес, Попрад, Вайноры (городская часть Братиславы) и Тренчин, но при этом под контролем партизан остались аэродром «Три Дуба» и взлётная полоса близ Зольны. Из захваченных партизанами самолётов была сформирована 1-я словацкая смешанная эскадрилья, куда вошли четыре истребителя Avia B.534, три лёгких бомбардировщика Letov Š-328 и два истребителя Bf 109E-4. Позднее в состав эскадрильи добавились ещё три истребителя: два Bf 109G-6 и один Focke-Wulf Fw 189, которые были угнаны из Восточной Словакии в Польшу и потом попали в СССР. В руки партизан попали также учебно-спортивные немецкие самолёты Klemm Kl 35 и Heinkel He 72 Kadett, а также два итальянских средних бомбардировщика Savoia-Marchetti SM.84. Проблемой для партизан был дефицит боеприпасов, особенно для пулемётов на трофейных Bf-109.
На помощь партизанам Советский Союз 17 сентября 1944 отправил 1-й отдельный чехословацкий истребительный авиаполк под командованием Франтишека Файтла: авиаполк состоял из самолётов Ла-5ФН, а пилотами были чехословаки, имевшие опыт службы в британских ВВС. В ходе восстания словацкие партизаны совершили 923 вылета и сбили 40 немецких самолётов, а также организовали ряд разведывательных полётов и атак на наземные части. К концу 1944 года ухудшение погоды сделало использование авиации словаков невозможным, а полёты в горных районах стали ещё более опасными. 25 октября 1944 артиллерийский обстрел и массированное наступление немцев на аэродром «Три Дуба» положили конец существованию словацкой авиации.
Верховный главнокомандующий словацкими партизанами Рудольф Виест приказал словацким пилотам немедленно покинуть страну и перебраться на безопасные аэродромы в Польше, которые контролировались советскими войсками. Большинство словаков сумели попасть в 1-ю отдельную смешанную чехословацкую авиадивизию и продолжили в 1945 году в её составе участвовать в операциях по освобождению Польши и Чехословакии.

## Некоторые пилоты
- Божик, Рудольф
- Брезина, Франтишек
- Гановец, Франтишек
- Иловский, Михал
- Кубица, Бело
- Минка, Михал
- Модрович, Йозеф
- Оцвирк, Стефан
- Полянец, Сава
- Циприх, Франтишек
- Штосель, Имрих

## Авиация
- Focke-Wulf Fw 189A-1 (1 шт.)
- Messerschmitt Bf.109E-4 (2 шт.)
- Messerschmitt Bf.109G-6 (2 шт.)
- Avia B-534.IV (4 шт.)
- Letov Š-328 (3 шт.)
- Heinkel He 72B-1 Kadett (несколько)
- Klemm Kl 35D (2 шт.)
- Savoia-Marchetti SM.84bis (2 шт.)
- Praga E-39